# Helló, Mr. Szerelem
A Helló, Mr. Szerelem Eördögh Alexa első és egyetlen albuma. Az albumról a címadó dal és a Forog a világ című számok váltak ismertté, ezekből videóklip is készült. A felvételek Gold Record stúdióban készültek, ez volt az első stúdiómunkájuk a Baby Sisters: Jó estét nyár, jó estét szerelem! mellett. Az album dalait a két alapító tag Berkes Gábor (zene) és Valla Attila (szöveg) írták, illetve a Labirintus dal szövegét Geszti Péter írta. Az album nem került fel a MAHASZ album eladási listára.

## Dalok listája
1. Helló, Mr. Szerelem 4:04
2. Ki nevet a végén 3:15
3. Száz év vagy egy pillanat 4:14
4. Mi a baj, doki? 3:55
5. Labirintus 4:26
6. Forog a világ 3:52
7. Szomorú ősz 4:19
8. Tiltott szerelem (remix) 4:11 (Közreműködik: Császár Előd)
9. Tölcsért csinálok a kezemből 3:42 (Eredeti előadó: Zalatnay Sarolta, Zene: Frenreisz Károly, Szöveg: Szenes Iván)
10. Elmúlt egy év 5:07

## Külső linkek
- Allmusic profil Archiválva 2013. december 5-i dátummal a Wayback Machine-ben